# 布濟基波羅吉
47°51′41″N 31°7′9″E / 47.86139°N 31.11917°E
布濟基波羅吉（烏克蘭語：Бузькі Пороги），是烏克蘭南部的村莊，隸屬尼古拉耶夫州的沃茲涅先斯克區。該村面積0.13平方公里，海拔高度40米，2001年人口6，人口密度每平方公里46.2人。